# Neaxius
Neaxius is een geslacht van kreeftachtigen uit de klasse van de Malacostraca (hogere kreeftachtigen).

## Soorten
- Neaxius acanthus (A. Milne-Edwards, 1878)
- Neaxius frankeae Lemaitre & Ramos, 1992
- Neaxius glyptocercus (von Martens, 1868)
- Neaxius mclaughlinae Ngoc-Ho, 2006
- Neaxius trondlei Ngoc-Ho, 2005
- Neaxius vivesi (Bouvier, 1895)